# Ковальчук Микола Михайлович (депутат УРСР)
Микола Михайлович Ковальчук (нар. 3 листопада 1928, село Миколаївка, тепер Казанківського району Миколаївської області — 3 вересня 1981, місто Київ) — український радянський діяч, голова Державного комітету УРСР по професійно-технічній освіті. Депутат Верховної Ради УРСР 10-го скликання. Кандидат у члени ЦК КПУ в 1976 — вересні 1981 р.

## Життєпис
Народився в селянській родині. Закінчив Київський індустріально-педагогічний технікум.
У 1951—1963 роках — майстер виробничого навчання, заступник директора Дніпропетровського ремісничого училища № 11; заступник директора, директор Дніпропетровського технічного училища № 1.
Член КПРС з 1954 року.
Закінчив Дніпропетровський металургійний інститут.
У 1963—1972 роках — начальник Дніпропетровського обласного управління професійно-технічної освіти. 
У 1972 — січні 1976 року — заступник, 1-й заступник голови Державного комітету Ради Міністрів УРСР по професійно-технічній освіті.
5 січня 1976 — 3 вересня 1981 року — голова Державного комітету Української РСР по професійно-технічній освіті.

## Нагороди
- два ордени Трудового Червоного Прапора
- два ордени Знак Пошани
- медалі
- Почесна грамота Президії Верховної Ради Української РСР (2.11.1978)